# Aucula kimsa
Aucula kimsa är en fjärilsart som beskrevs av Todd och Robert W. Poole 1981. Aucula kimsa ingår i släktet Aucula och familjen nattflyn. Inga underarter finns listade i Catalogue of Life.